# Agustín de Robles Lorenzana
Agustín de Robles Lorenzana o simplemente Agustín de Robles (Villanueva del Árbol, Reino de León, Corona de España, ca. 1649 – f. después de 1716) fue un militar español que desempeñó sucesivamente los cargos de gobernador del Río de la Plata desde 1691 hasta 1700, capitán general de Canarias de 1705 a 1709 y presidente de la real audiencia homónima, y posteriormente ocupó el cargo de gobernador de Cádiz. Era hermano y tío de los capitanes generales puertorriqueños Juan de Robles Lorenzana y Antonio de Robles Silva, respectivamente.

## Biografía
Agustín de Robles había nacido hacia 1649 en la localidad de Villanueva del Árbol, del Reino de León que formaba parte de la Corona de España.
Fue nombrado como gobernador de Buenos Aires el 3 de mayo de 1690 y recién la toma de posesión acaeció el 6 de abril de 1691, justamente al año de su elección. Ocupó el puesto sin presencia conocida de intermediarios y el nombramiento fue obtenido por servicios exclusivamente. Se le indicaba un período de mando de ocho años y en función de su buen cumplimiento, fue prorrogado por tres años más, de modo que permaneció en el máximo oficio platense hasta 1700.
Construyó en Buenos Aires, a principios del siglo XVIII, en amplias parcelas de tierras adquiridas a Miguel de Riglos —situadas en la intersección de las actuales Arenales y Maipú— una casa de campo que llevará el nombre por el que ya era conocida la zona (tal como hoy en día): El Retiro, muy próxima de la ermita de San Sebastián allí existente ya en 1608.
Dejó el Río de la Plata en el año 1704, para ocupar el cargo de capitán general de Canarias desde noviembre de 1705 hasta abril de 1709, además de ser presidente de su real audiencia homónima.

## Diversas opiniones de autores
| Dilapidador y ladrón de los bienes públicos sin rebozos ni escrúpulos. | Caballero ingenuo, generoso, servidor del Rey, pero dominante y ligero. |